# أوبليس كوستناي
اوبليس كوستناي (كازاخية) : Қостанай облысы (كوستناي اوبليسي) (روسية) : Кустанайская область (كوستنايسكاي اوبلاست) هو مقاطعة في كازاخستان. يقع على الحدود مع روسيا. عاصمته الإدارية مدينة كوستناي. يشتهر اللوبليس بمناجم الذهب والفضة والنيكيل.